# リン・リチャーズ
リン・リチャーズ (Lyn Richards) として知られる、マリリン・グレイ・リチャーズ（Marilyn Gray Richards、1944年 - ）は、オーストラリアの社会科学者、著作家であり、特に、計算機科学者のトム・リチャーズ (Tom Richards) とともに、質的研究支援ソフトウェア・パッケージの「NUD*IST」やそれを継承した「NVivo」の開発にあたった。

## 生い立ちと教育
リチャーズは、オーストラリア連邦科学産業研究機構 (CSIRO) で、航行部門 (Division of Soils) の長であった父ティム・マーシャル (Tim Marshall; Theo John Marshall) と、アデレード大学の地理学部門で教鞭を執っていた母アン・ニコルズ (Ann Nicholls) の間の次女として生まれた。姉は、遺伝学者のジェニー・グレイヴスである。
リチャーズは、ラ・トローブ大学で政治学と社会学を学んだ。初期の研究の主題は、1955年に結党した民主労働党 (Democratic Labor Party) における移民の関与であった。

## 研究と経歴
リチャーズは、ラ・トローブ大学の教員となり、家族社会学に取り組んだ。彼女は、オーストラリアにおける家族生活と住居の所有状況の関係について研究した。そこから得た知見は、郊外生活を志向する家庭では、それを賄うため、より厳しい労働に従事しなければならず、自宅で過ごす時間が相対的に短くなる、ということであった。
リチャーズは、学術研究を進めるためには、より洗練されたデータ分析技法の開発が必要であると考えるようになり、トム・リチャーズとともに計量分析ソフトの開発に着手した。彼女は、ラ・トローブ大学を退職し、ソフトウェア開発を手掛ける会社として、QSRインターナショナル (QSR International) を創設した。
QSRインターナショナルで、リチャーズは、ソフトウェア・パッケージとして、NUD*IST と NVivo を開発した。

## おもな著書

### 単著
- Richards, Lyn (1999). Using NVIVO in Qualitative Research. SAGE. ISBN 9780761965244
- Richards, Lyn (2000). The Nvivo Qualitative Project Book. SAGE. ISBN 9781847871022
- Richards, Lyn (2005). Handling Qualitative Data: A Practical Guide. SAGE. ISBN 9780761942597
  - 日本語訳：（大谷順子、大杉卓三 共訳）質的データの取り扱い、北大路書房、2009年

### 共著
- （Janice M. Morse との共著）Readme First for a User’s Guide to Qualitative Methods, 2002, Sage; 2nd edition, 2007; 3rd edition 2012
  - 日本語訳：（小林奈美 監訳：原著第2版による）はじめて学ぶ質的研究、医歯薬出版、2008年

### 共著論文
- Richards, Tom; Richards, Lyn (1991). “The NUDIST qualitative data analysis system”. Qualitative Sociology 14 (4):  307–324. doi:10.1007/bf00989643. ISSN 0162-0436.

## 私生活
リチャーズは、計算機科学者のトム・リチャーズと結婚している。